# 高台 (伊丹市)
高台（たかだい）は、兵庫県伊丹市の町名。現行の行政地名は高台一丁目から高台五丁目。住居表示は未実施(地番整理済み)。

## 施設
- 伊丹市立緑丘小学校
- 伊丹市立東中学校
- ロザリオ幼稚園